# Armin S.
Armin S. (vollständiger Name unbekannt) ist eigenständiger Wertpapierhändler aus Frankfurt am Main.

## Leben
Armin S. begann seine berufliche Laufbahn als Aktienhändler bei der Westdeutschen Landesbank. Danach wechselte er zur Citigroup, bei der er 8 Jahre beschäftigt war.
Anschließend machte er sich selbständig und betreibt seitdem seinen Wertpapierhandel auf eigene Rechnung. Dabei vergleicht Armin S. seinen Beruf mit dem eines Gebrauchtwagenhändlers, bei dem er ständig Wertpapiere ankauft und wieder verkauft und somit von der Geld-Brief-Spanne (Differenz zwischen An- und Verkaufspreis) lebt.
Armin S. besitzt laut eigener Aussage weder ein Auto, noch wohnt er in einer Eigentumswohnung.

## Klage über 152 Millionen Euro
Bekannt wurde sein Name im europäischen Raum, als er die BNP Paribas auf über 152 Millionen Euro verklagte – einer der größten Zivilprozesse einer Privatperson in Deutschland.
Am 28. Mai 2016 veröffentlichte der Focus einen Artikel über einen Fehlhandel (Mistrade), in den die BNP Paribas Arbitrage verwickelt sein soll. Dabei soll die Bank Wertpapiere für 326.400 Euro verkauft haben, deren echten Wert sie nachträglich auf 163 Millionen Euro bezifferte. Der Fehler soll der Bank tagelang nicht aufgefallen sein; zwischenzeitlich hatte die BNP den Preis sogar noch einmal bestätigt. Laut dem Magazin wäre jedoch eine Stornierung des Geschäftes aufgrund der Mistraderegelung nur bis zum nächsten Tag möglich gewesen. In dem Artikel wird sein Rechtsanwalt mit den Worten zitiert: „Eine Bank, die einen Fehler in dieser Größenordnung nicht bemerkt, handelt grob fahrlässig und ist schon deshalb nicht schutzwürdig“.
Es folgte ein Gastbeitrag von Armin S. im Magazin AnlegerPlus der Schutzgemeinschaft der Kapitalanleger, in dem Armin S. auf die Verfehlungen im Risikomanagement der Großbank eingeht.
Am 11. März 2017 veröffentlichte die französische Wirtschaftszeitung Les Échos einen Artikel mit der Überschrift „Trader verlangt 161 Mio. EUR von der BNP Paribas“. Der Artikel wurde von einem Mitglied der Europäischen Bankenaufsichtsbehörde als Beispiel für operationelle Risiken im Bankensektor aufgeführt.
Bloomberg und Die Welt veröffentlichten am 23. Mai 2017 einen Artikel über den Fall. Die BNP hatte zwischenzeitlich das Geschäft noch mit den Worten „Der Trade wurde erfasst und muss von unseren IT-Kollegen manuell gebucht werden“ bestätigt, um es dann nach sechs Tagen doch für ungültig zu erklären. Hans-Peter Burghof wird zitiert mit den Worten „Die Bank hat eine Verpflichtung, ihre Geschäfte ordentlich abzuwickeln, und dem ist sie womöglich nicht ausreichend nachgekommen“.
Am 5. Juli 2017 wird Armin S. in einem Focus-Online-Artikel zitiert mit den Worten „Wenn es um 163 Millionen Euro geht, muss das einer Großbank doch sofort auffallen“, sagt Armin S. kopfschüttelnd. „Diese Arroganz der Banker kotzt mich an. Die halten sich für die Besten und Klügsten – was sie oft auch sind – aber sobald mal etwas gegen sie läuft, ignorieren sie einen.“
Am 6. Juli 2017 erschien auf der Titelseite des Finanzteils der FAZ der Artikel „Plötzlich Multimillionär durch einen Bankirrtum“, in dem ein Sprecher der Deutschen Börse zitiert wird mit den Worten „ein solcher Fall wie der mit den 163 Millionen Euro wäre bei ihnen aber aufgefallen“. Wieso der Fehler im Risikomanagement der Bank nicht aufgefallen ist, bleibt offen.
Michael Lusk veröffentlichte im Jahr 2017 einen Artikel im Bezug auf dem Fall mit dem Titel „Do banks' internal control systems work?“.
Die Financial Times und die FAZ veröffentlichten im März 2018 Artikel mit weiteren Details. Darin wird aus internen BNP-Dokumenten zitiert und erklärt, warum der Irrtum nicht schon früher aufgefallen ist: „Wie sich im Laufe von weiteren Nachforschungen herausstellte, verhinderte eine technische Störung innerhalb des Handelssystems ab dem 2. Dezember 2015 eine automatisierte Bearbeitung aller ab diesem Zeitpunkt abgeschlossenen Geschäfte in Bezug auf Sekundärmarkttransaktionen in strukturierten Produkten im deutschen Markt“. Die Financial Times schätzt, dass 8500 Geschäfte in einer Woche betroffen waren. Armin S. wird dort zitiert mit den Worten „I don’t think it’s fair if on the one hand, BNP wants to rely on statutory safeguard clauses but on the other hand they ignored all control-tasks imposed by the regulators — ECB, BaFin and AMF — for a whole week.“ („Ich denke nicht, dass es fair ist, wenn sich BNP einerseits auf gesetzliche Schutzklauseln berufen will, andererseits aber alle von Regulierern — EZB, BaFin und AMF — verordnete Kontrollmechanismen eine ganze Woche missachtete.“)
Am 11. Januar 2019 wurde bekannt, dass Armin S. zusätzlich auch noch Klage in Frankreich über 152 Mio. EUR eingereicht hat.